# Апсуанское сельское поселение
Апсуанское сельское поселение — муниципальное образование в Адыге-Хабльском районе Карачаево-Черкесской Республики.
Административный центр — аул Апсуа.

## География
Муниципальное образование расположено в северо-восточной части западной зоны Адыге-Хабльского района. В состав поселения входят четыре населённых пункта.
Площадь территории сельского поселения составляет — 101,50 км2.
Граничит с землями муниципальных образований: Эркин-Юртское сельское поселение на востоке, Адиль-Халкское сельское поселение на юго-востоке, Икон-Халкское сельское поселение на юге, Старо-Кувинское сельское поселение на юго-западе, Эрсаконское сельское поселение на западе, а также с землями Кочубеевского района Ставропольского края на севере.
Территория Апсуанского сельского поселения расположена в предгорной лесостепной зоне республики. Рельеф местности представляет собой в основном холмистую волнистую равнину. Орографически территорию сельского поселения можно разделить на холмистую западную и равнинную восточную часть. Средние высоты на территории сельского поселения составляют около 435 метра над уровнем моря. Абсолютные высоты превышают отметки в 500 метров.
Почвенный покров отличается исключительным разнообразием. Развиты черноземы предкавказские и предгорные. В пойме рек пойменные луговые почвы.
Гидрографическая сеть в основном представлена рекой Большой Зеленчук и его мелкими родниковыми притоками.
Климат умеренно-тёплый. Среднегодовая температура воздуха положительная и составляет около +9°С. Средняя температура июля +22°С, средняя температура января −4°С. Максимальная температура может достигать +40°С, минимальная может опускаться до −32°С. Продолжительность вегетационного периода 210 дней. Среднегодовое количество осадков составляет около 600 мм в год. Основная их часть приходится на период с апреля по июнь.

## История
До 1957 года Апсуанский сельский совет находился в составе Икон-Халкского района Черкесской автономной области.
В 1957 году после упразднения Икон-Халкского района сельсовет был передан в состав новообразованного Адыге-Хабльского района Карачаево-Черкесской автономной области.
В 1992 году Апсуанский сельсовет реорганизован и преобразован в Апсуанское сельское поселение.

## Население
| 2002  | 2010  | 2012  | 2013  | 2014  | 2015  | 2016  |
| ----- | ----- | ----- | ----- | ----- | ----- | ----- |
| 2056  | ↗2185 | ↘2122 | ↘2070 | ↘2065 | ↘2033 | ↘1982 |
| 2017  | 2018  | 2019  | 2020  | 2021  | 2023  | 2024  |
| ↘1966 | ↘1951 | ↘1946 | ↘1939 | ↗2064 | ↗2072 | ↘2041 |
| 2025  |       |       |       |       |       |       |
| ↘2016 |       |       |       |       |       |       |

Процент от населения района — 12.31 %
Плотность — 19.86 чел./км2

### Национальный состав
По данным Всероссийской переписи населения 2010 года:
| Народ   | Численность, чел. | Доля от всего населения, % |
| ------- | ----------------- | -------------------------- |
| абазины | 921               | 42,2 %                     |
| греки   | 409               | 18,7 %                     |
| черкесы | 372               | 17,0 %                     |
| русские | 343               | 15,7 %                     |
| другие  | 140               | 6,4 %                      |
| всего   | 2 185             | 100 %                      |

## Состав поселения
| № | Населённый пункт | Тип населённого пункта      | Население | Доля от населения (%) |
| - | ---------------- | --------------------------- | --------- | --------------------- |
| 1 | Апсуа            | аул, административный центр | ↗1100     | 46,1 %                |
| 2 | Баралки          | аул                         | ↘319      | 15,9 %                |
| 3 | Дубянский        | хутор                       | ↘214      | 12,0 %                |
| 4 | Спарта           | село                        | ↘431      | 26,0 %                |

## Экономика
Основной экономической специализацией муниципального образования является сельское хозяйство и животноводство. В растениеводстве преобладает зерновые культуры. Кроме этого также выращивают картофель и овощи открытого грунта. В животноводстве преобладают продукты крупного рогатого скота — мясо и молоко.
Промышленность в поселении практически представлена следующими объектами по добыче ПГС и песка — карьеров «Апсуанскии», «Апсуа плюс», 
ООО «Интерно-Стройпродукт», ООО «Родина».